# Marlboro

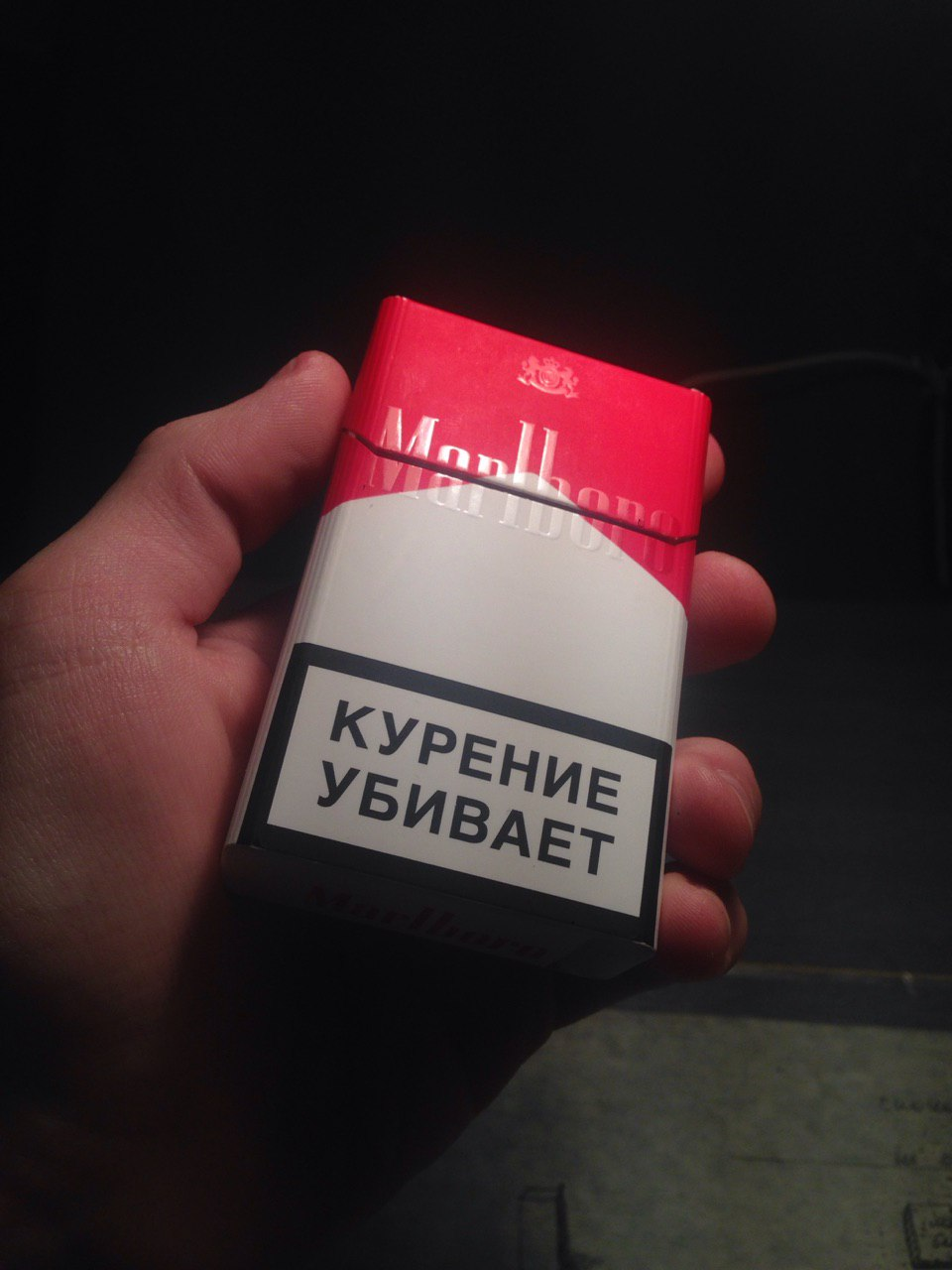
Новый дизайн пачки Marlboro в 2016 году.

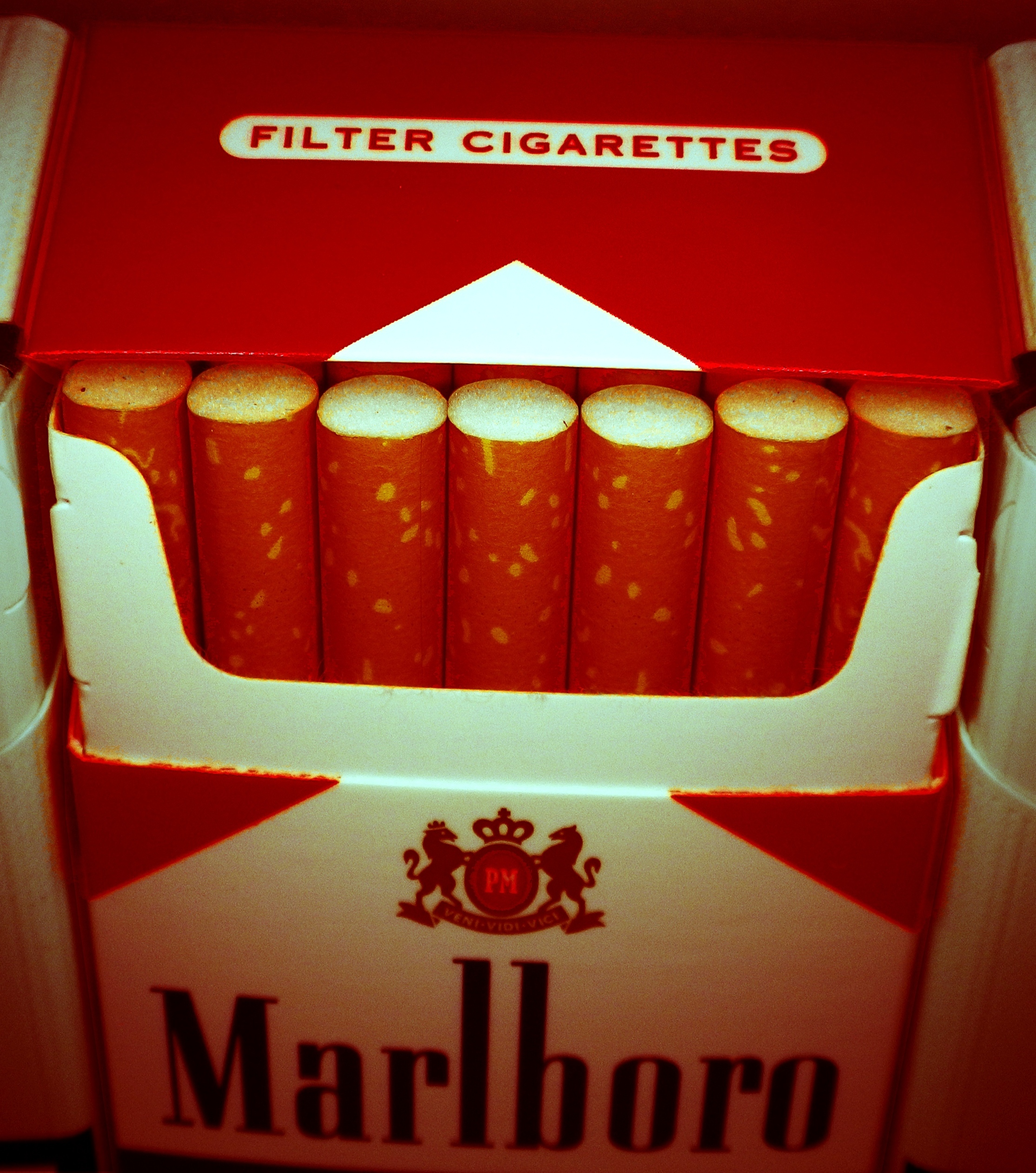
Пачка сигарет Marlboro Filters

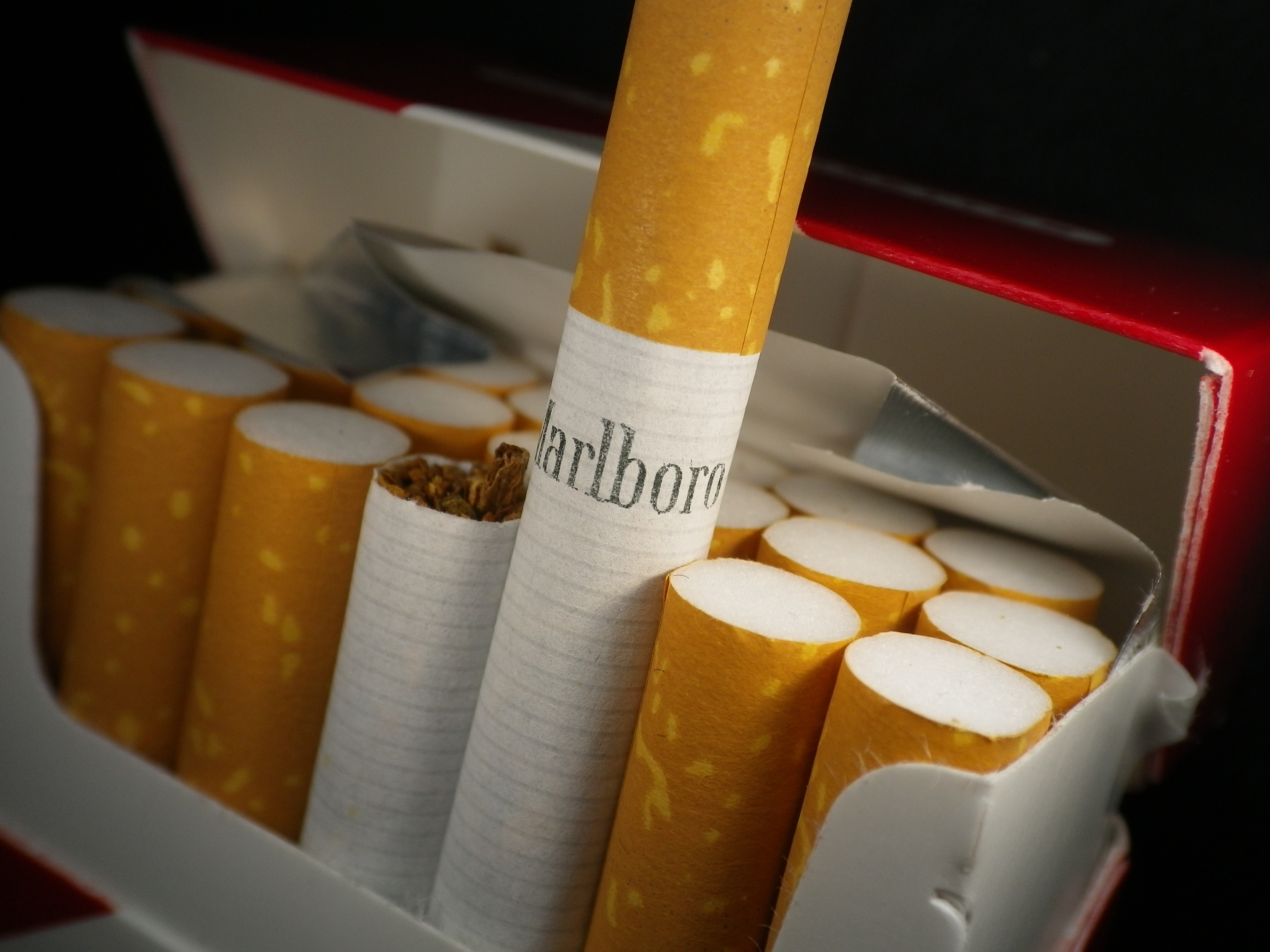
Сигареты Marlboro в пачке

Мальборо (англ. Marlboro) — марка сигарет, выпускаемая компанией Philip Morris International с 1924 года. Marlboro — самая продаваемая марка сигарет в мире. Сигареты Marlboro широко известны во всём мире благодаря мощной рекламной кампании и значительным благотворительным вложениям в автоспорт, в частности, финансовой поддержке с 1997 года команды «Формулы-1» «Феррари».
На эмблеме сигарет помещено латинское выражение «Veni, vidi, vici» (с лат. — «Пришёл, увидел, победил»), автором которого является Юлий Цезарь.

## История
В 1924 году компанией Philip Morris был запущен бренд Marlboro с лозунгом «мягкие как май» (англ. Mild As May). В то время сигареты с фильтром предназначались в основном для женщин, поэтому вокруг фильтра была красная полоска, скрывающая следы помады. Фильтр назвали «Beauty Tips to Keep the Paper from Your Lips».
В 1950-х годах появились научные исследования, доказывающие наличие связи между курением и раком лёгких. Компания Philip Morris решила переориентировать бренд Marlboro на мужчин, заботящихся о своём здоровье. Была развёрнута активная рекламная кампания, утверждающая, что сигареты с фильтром намного безопаснее, чем без него. Для борьбы со стереотипом, что это сигареты для женщин, в рекламе использовались мужественные образы, такие как капитаны кораблей, тяжелоатлеты, военные корреспонденты и рабочие. Но наибольшим успехом пользовался образ ковбоя, так называемый «Человек Мальборо» (англ. Marlboro Man). С 1963 года в телерекламе используется тема из кинофильма «Великолепная семёрка».
С 1972 по 2005 годы Marlboro спонсировала команды «Формулы 1» BRM, McLaren, Ferrari и Sauber.
В соответствии с решением суда 2006 года по делу США против Philip Morris и других табачных компаний на пачках сигарет запрещено использовать слова «Lights» (лёгкие), «Ultra-Lights», «Medium», «Mild» и подобные, создающие ложное впечатление, что они менее вредны, чем обычные сигареты. С этих пор тип сигарет обозначается цветом, например, Marlboro Lights называются Marlboro Gold Pack (Золотая пачка).

## В искусстве и культуре
Сигареты Marlboro показаны, в частности, в американских фильмах и сериалах «Основной инстинкт», «Сияние», «Злые улицы», «Париж, Техас», «Дрожь земли», «Рука качающая колыбель», сериал «Бесстыжие» и «Апокалипсис сегодня», французских «Жильце», «Труп моего врага» и «Призрак любви», шотландском «Грязь», в советских фильмах «Иван Васильевич меняет профессию», «Служебный роман», «Старики-разбойники», «Старый Новый год», «Интердевочка», «Спортлото-82», «Акселератка», «Мы, нижеподписавшиеся», «Пираты XX века», в российском фильме «Чёрный океан». Один из героев фильма «Харли Дэвидсон и Ковбой Мальборо» носит имя марки. Главная героиня сериала «Секс в большом городе» Кэрри Брэдшоу курила сигареты Marlboro Lights.

## Рекламная кампания

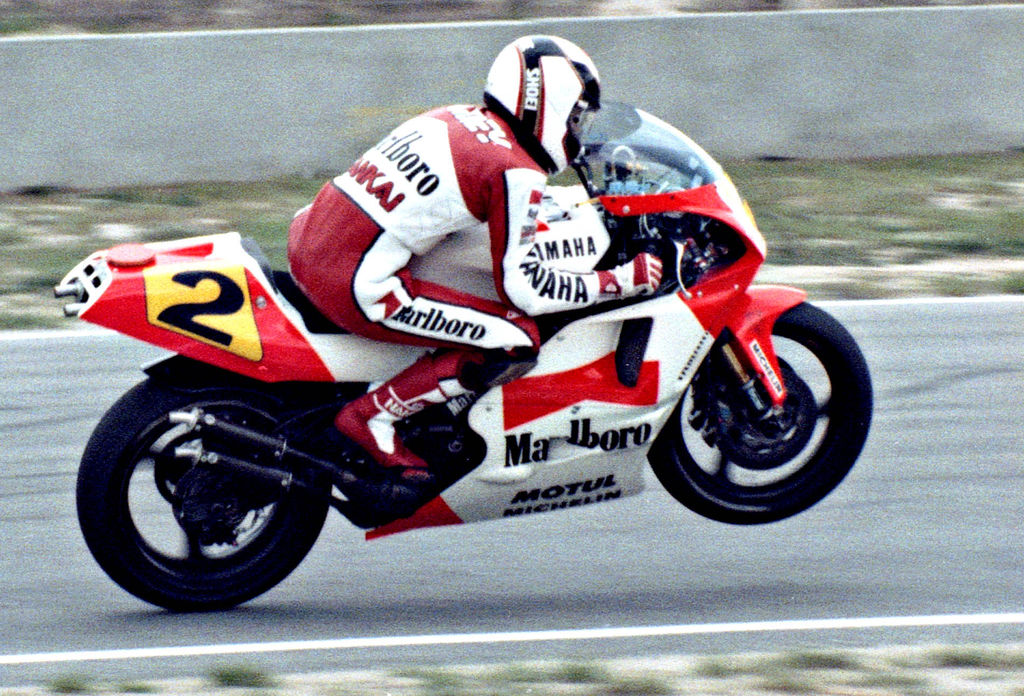
1990

Philip Morris запустила свою рекламную кампанию, ориентированную на молодёжь в более чем 50 странах. Впервые она стартовала в Германии в 2011 году.
Кампания под слоганом «Don’t Be a Maybe. Be Marlboro» привлекает внимание молодёжи рекламными постерами, содержащими изображения привлекательных молодых людей: влюблённых, развлекающихся на вечеринках, занимающихся экстремальными видами спорта и т. д..
Гражданские активисты выступают против этой рекламной кампании и призывают страны остановить её. Филип Моррис увеличили свои продажи за счёт привлечения молодёжи, поскольку вся рекламная кампания как бы говорит — «будь с Мальборо, и ты будешь так же успешен и счастлив, как и твои ровесники на рекламных постерах». Международные организации по охране здоровья объединились и призвали PMI остановить кампанию, которая была признана целенаправленной на молодёжь судом Германии. В октябре 2013 года немецкий суд запретил кампанию «Будь Мальборо», обнаружив, что она призывает детей в возрасте 14 лет курить и тем самым нарушает закон. Обращения, в которых говорится о нарушении законодательства и нацеленности на молодёжь, также прозвучали в Бразилии, Швейцарии и других странах.
Несмотря на неудачи в Германии, «Филип Моррис» продолжили разворачивать свою кампанию по всему миру, преимущественно в странах с низким доходом. В мае 2014 года в Москве, во время годового собрания акционеров, гражданские активисты обратились к акционерам с открытым письмом с требованием прекратить эту рекламную кампанию. Письмо было подписано представителями более чем 250 общественных организаций из более чем 25 государств.
Почти 65 000 человек из 94 стран подписали петицию, призывающую страны остановить кампанию Мальборо.

## Участие в судебных процессах
В 2017 году компания Philip Morris, правообладатель торговой марки Marlboro, выиграла суд по доменному имени marlborosucks.com, зарегистрированному в 1999 году.